# Ла Сака (Вербано-Кузио-Осола)
Ла Сака је насеље у Италији у округу Вербано-Кузио-Осола, региону Пијемонт.
Према процени из 2011. у насељу је живело 24 становника. Насеље се налази на надморској висини од 202 м.